# Villie församling
Villie församling är en församling i Skytts och Vemmenhögs kontrakt i Lunds stift. Församlingen ligger i Skurups kommun i Skåne län och utgör ett eget pastorat.
Församlingen består av samma område som den åren 1952-1970 existerande Rydsgårds landskommun.

## Administrativ historik
Villie församling har medeltida ursprung. Namnet var före 11 december 1885, Södra Villie församling.
Församlingen var till 2002 moderförsamling i pastoratet Villia och Örsjö som från 1962 även omfattade Slimminge församling, Solberga församling och Katslösa församling. 2002 införlivades Örsjö församling, Slimminge församling, Solberga församling och Katslösa församling och Villie församling utgör sedan dess ett eget pastorat.

## Kyrkor
- Katslösa kyrka
- Slimminge kyrka
- Solberga kyrka
- Villie kyrka
- Örsjö kyrka